# Licuefacción de suelo

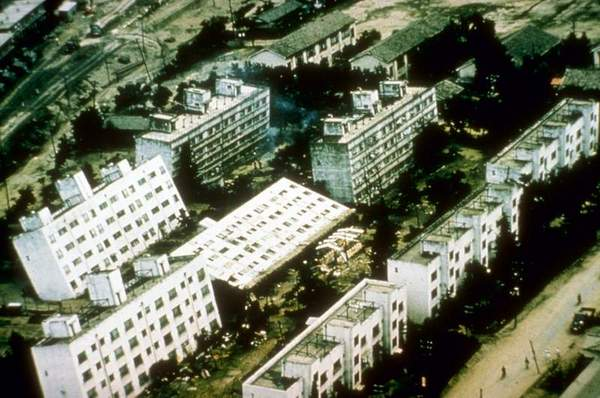
Licuación de suelo a causa del terremoto ocurrido en Niigata en 1964. Obsérvese cómo los edificios se han inclinado al perder su apoyo en el suelo.

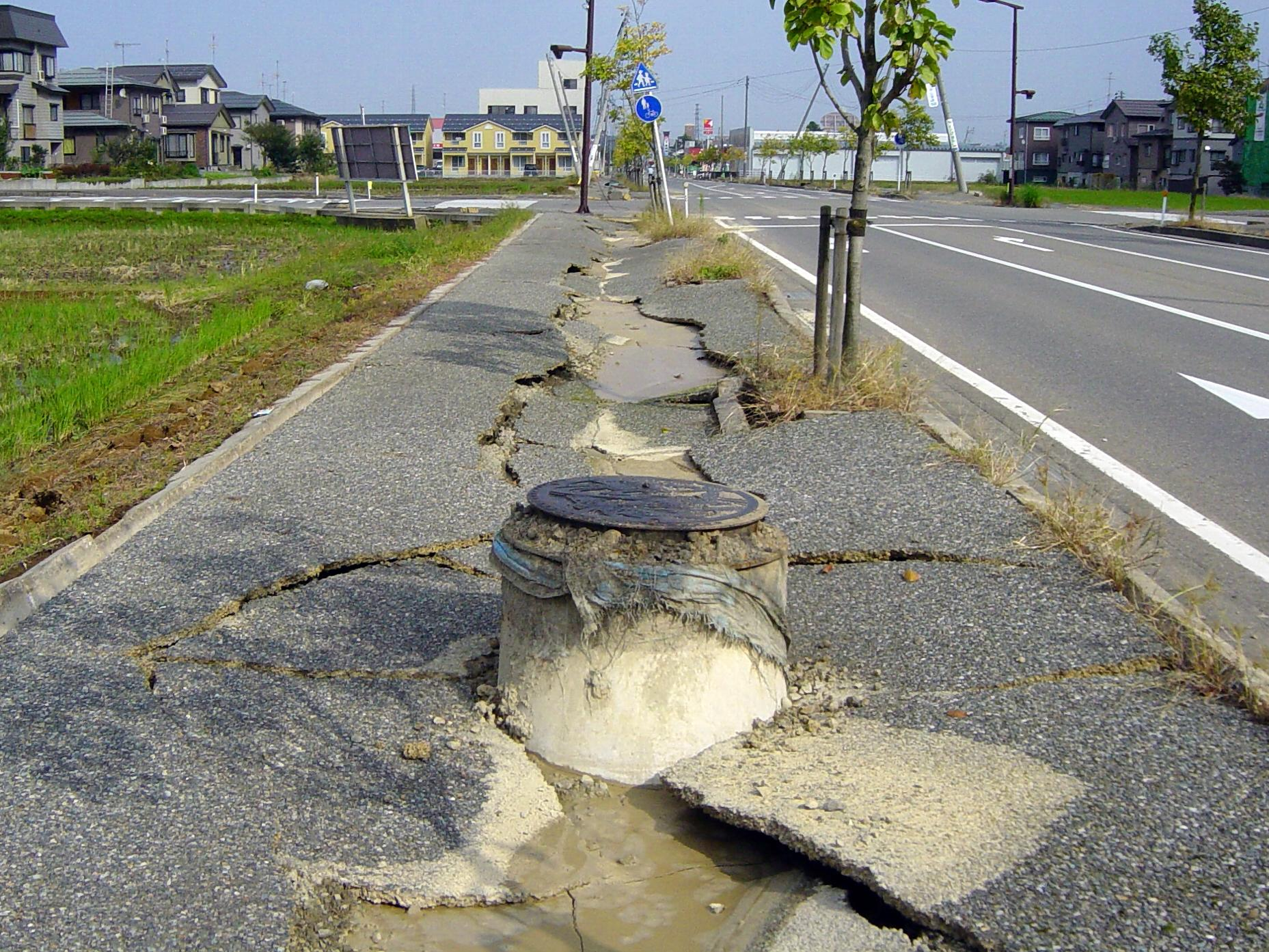
La licuación permitió que la alcantarilla construida por debajo de la acera se expandiera y se quebrara terminando por hundirse. Japón Terremoto de Chuetsū de 2004.

La licuación (también llamada licuefacción) de suelo describe el comportamiento de suelos que, estando sujetos a la acción de una fuerza externa (carga), en ciertas circunstancias pasan de un estado sólido a un estado líquido, o adquieren la consistencia de un líquido pesado. Es un tipo de corrimiento provocado por la inestabilidad de un talud. Es uno de los fenómenos más dramáticos y destructivos, y también peor explicados, que pueden ser inducidos en depósitos por acciones sísmicas.
Es más probable que la licuación ocurra en suelos granulados sueltos saturados o moderadamente saturados con un drenaje pobre, tales como arenas sedimentados o arenas y gravas que contienen vetas de sedimentos impermeables.
Durante el proceso en que actúa la fuerza exterior, por lo general una fuerza cíclica sin drenaje, como una carga sísmica, las arenas sueltas tienden a disminuir su volumen, lo cual produce un aumento en la presión de agua en los poros y por lo tanto disminuye la tensión de corte, originando una reducción de la tensión efectiva.
Los suelos más susceptibles a la licuación son aquellos formados por depósitos jóvenes (producidos durante el Holoceno, depositados durante los últimos 10 000 años) de arenas y sedimentos de tamaños de partículas similares, en capas de por lo menos un metro de espesor y con un alto contenido de agua (saturadas). Tales depósitos por lo general se presentan en lechos de ríos, playas, dunas, y áreas donde se han acumulado arenas y sedimentos arrastrados por el viento y/o cursos de agua. Algunos ejemplos de licuación son la arena movediza, las arcillas movedizas y las corrientes de turbidez y licuación inducidas por terremotos.
Según cual sea la fracción de vacío inicial, el material del suelo puede responder ante la carga bien en un modo de ablandamiento inducido por deformación o alternativamente sufrir endurecimiento inducido por deformación. En el caso de suelos del tipo ablandamiento inducido por deformación, tales como arenas sueltas, estos pueden alcanzar un punto de colapso, tanto en forma monótona o cíclica, si la tensión de corte estática es mayor que tensión de corte estacionaria del suelo. En este caso ocurre licuación de flujo, en la cual el terreno se deforma con una tensión de corte constante de valor reducido. Si el terreno es del tipo endurecimiento inducido por deformación, o sea arenas de densidad moderadas a altas, en general no ocurrirá una licuación por flujo. Sin embargo, puede presentarse un ablandamiento cíclico a causa de cargas cíclicas sin drenaje, como cargas sísmicas. La deformación durante cargas cíclicas dependerá de la densidad del terreno, la magnitud y duración de la carga cíclica, y la magnitud de inversión de la tensión de corte. Si ocurre una inversión de la tensión, la tensión de corte efectiva puede ser nula, en cuyo caso puede ocurrir el fenómeno de licuación cíclica. Si no ocurre inversión de las tensiones, no es posible que la tensión efectiva sea nula, en cuyo caso puede ocurrir el fenómeno de movilidad cíclica.
La resistencia de un suelo sin cohesión frente a la licuación dependerá de la densidad del terreno, las tensiones de confinamiento, la estructura del terreno (textura, antigüedad y cementación), la magnitud y duración de la carga cíclica, y de si ocurre inversión de la tensión de corte.
La licuación de los suelos es un proceso observado en situaciones en que la presión de poros es tan elevada que el agregado de partículas pierde toda la resistencia al corte y el terreno su capacidad soportante. Se producen en suelos granulares como:
- Arenas limosas saturadas
- Arenas muy finas redondeadas (loess)
- Arenas limpias
- Rellenos mineros

Debido a la gran cantidad de agua intersticial que presentan, las presiones intersticiales son tan elevadas que un sismo, o una carga dinámica, o la elevación del nivel freático, pueden aumentarlas, llegando a anular las tensiones efectivas. Esto motiva que las tensiones tangenciales se anulen, comportándose el terreno como un «pseudolíquido».
Si bien los efectos de la licuación han sido comprendidos desde hace mucho tiempo, los ingenieros y sismólogos han tenido un recordatorio sobre su relevancia a partir de los terremotos de 1964 ocurridos en Niigata, Japón y Alaska. El fenómeno también jugó un papel muy importante en la destrucción del Distrito de la Marina en San Francisco durante el terremoto de Loma Prieta ocurrido en 1989.

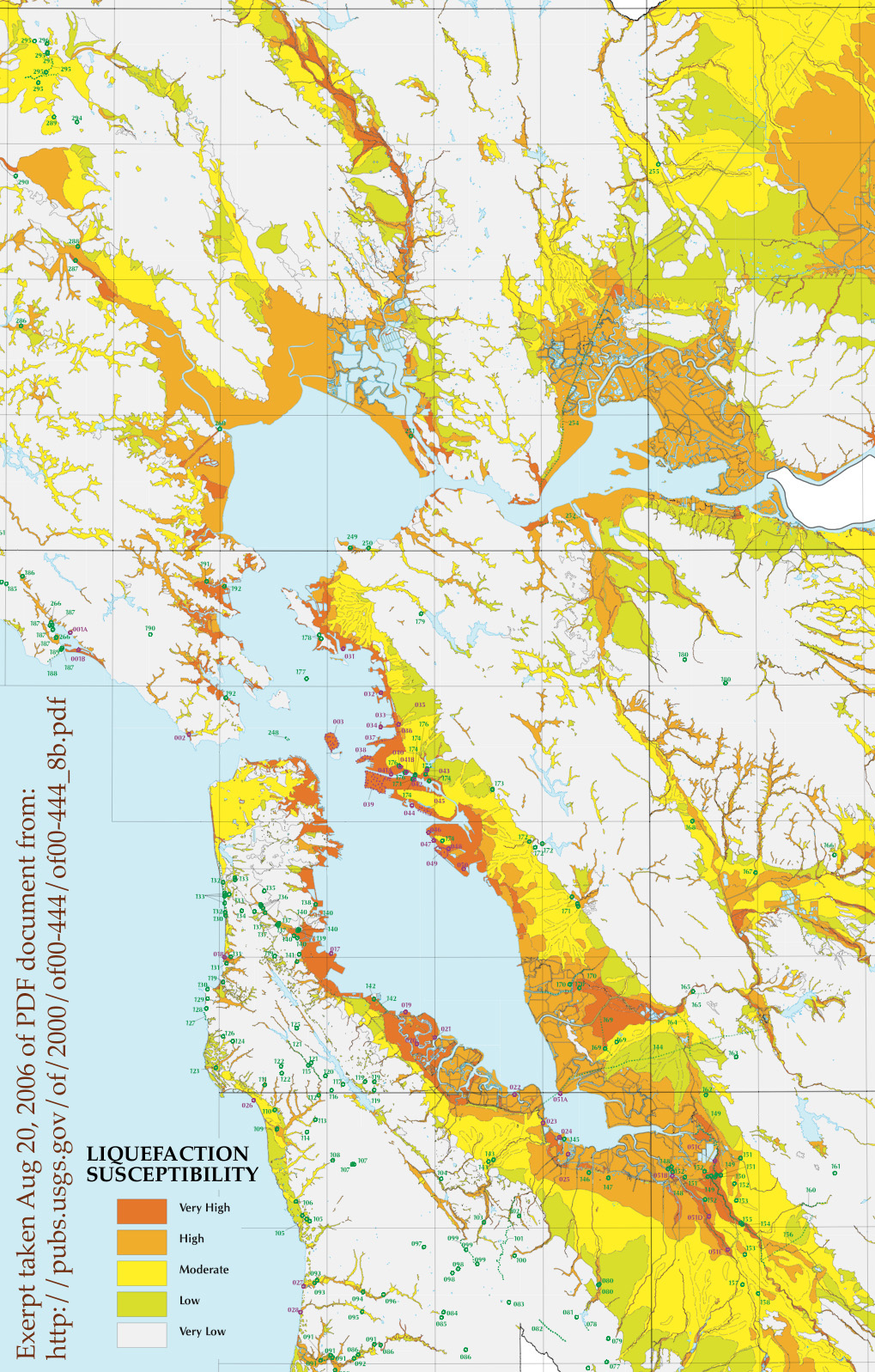
Un mapa de susceptibilidad a la licuación, extracto de un mapa del Servicio Geológico de Estados Unidos de la zona de la bahía de San Francisco. Numerosas zonas en esta área poseen una urbanización de alta densidad.

## Análisis

### Condición de un suelo para que sea licuable
Seed and Idriss (1982) consideran que un suelo puede licuar si:
- El porcentaje en peso de partículas <0,005 mm es menor al 15 %
- LL<35
- w/LL>0,9

A este criterio se le conoció como criterio chino.

### Cálculo
Los estudios de la licuación sísmica de Seed (1966) llevaron a postular las siguientes condiciones: 
- Si la presión de poros inducida por la acción dinámica o cíclica del terremoto alcanza el valor de la presión de confinamiento, el suelo alcanzará el estado de licuación inicial
- Si la arena sometida a acción cíclica alcanza el 20 % de deformación se alcanzará la licuación total.

La susceptibilidad a la licuación de suelos puede estimarse por diferentes métodos, aunque los más utilizados son los basados en los trabajos desarrollados por Seed e Idriss y Youd e Idriss. Estos métodos establecen que el suelo licua cuando la tensión tangencial cíclica (CSR, cyclic shear stress ratio, en inglés) producida por un sismo es mayor que la resistencia tangencial del suelo (CRR, cyclic resistance ratio, en inglés). El cálculo de CSR y CRR se define en las normativas técnicas de cada país mostrando pequeñas adaptaciones particulares a cada región o caso de aplicación.

## Estudio
El limitado conocimiento relativo a este fenómeno se debe en gran parte a dos factores:
- Dificultad en observar sus características en condiciones reales.
- Complejidad del fenómeno, pues además de ser el resultado de una acción sísmica de carácter altamente variable, induce en el suelo un comportamiento fuertemente no lineal e histerético, con fuerte degradación de las características mecánicas del suelo de cada ciclo determinada por la generación de presiones neutras en la muestra bajo acción sísmica.

Uno de los problemas fundamentales es el conocimiento rudimentario sobre los mecanismos de rotura y deformación asociados al fenómeno de la licuación, lo que limita el uso de ensayos elementales para estudiarlo.
- No existe una definición única para el fenómeno de la licuación.
- Una definición general y cualitativa sería que se trata de un fenómeno capaz de producir grandes deformaciones en el terreno y de las estructuras en él existentes, asociado a gran degradación de las características mecánicas de los suelos granulares debido a la generación o migración del exceso de presión neutra resultante de la acción cíclica producida por sismos en condiciones por lo menos parcialmente no drenadas.

## Licuación inducida por terremoto
La licuación inducida por terremoto es uno de los principales contribuyentes al riesgo sísmico urbano. Las sacudidas hacen que aumente la presión de agua en los poros lo que reduce la tensión efectiva y por lo tanto disminuye la resistencia al corte de la arena. Si existe una corteza de suelo seco o una cubierta impermeable, el exceso de agua puede a veces surgir en la superficie a través de grietas en la capa superior, arrastrando en el proceso arena licuificada, lo que produce borbotones de arena, comúnmente llamados «volcanes de arena».
El estudio de las características de la licuación en vestigios de terremotos ocurridos en épocas prehistóricas, llamado paleolicuación o paleosismología, puede brindar gran cantidad de información sobre los terremotos que ocurrieron antes de que existieran registros históricos o se pudieran realizar mediciones precisas.

## Arenas movedizas
Las arenas movedizas se producen cuando una zona de arenas sueltas que está saturada con agua es agitada. Cuando el agua que se encuentra atrapada en el bloque de arena no puede escapar, se licúa el suelo y pierde la capacidad de soportar pesos. La arena movediza se puede formar por un flujo en ascenso de aguas subterráneas (como el que proviene de un manantial natural), o a causa de terremotos. En el caso de un flujo de agua subterráneo, la fuerza producida por el flujo de agua se contrapone a la fuerza de gravedad, produciendo la flotación de los granos de la arena. En el caso de terremotos, la fuerza de la sacudida puede aumentar la presión de aguas subterráneas próximas a la superficie, y en el proceso licuar los depósitos de arena y sedimentos de la superficie. En ambos casos, la superficie que se licúa pierde resistencia, lo que desestabiliza los edificios y otras estructuras que se encuentran en la superficie produciendo que se inclinen o derrumben.
Los sedimentos saturados pueden parecer sumamente sólidos hasta el instante en que un cambio en la presión del suelo o una sacudida disparan el proceso de licuación, el cual provoca que la arena forme una suspensión en la cual cada grano pasa a estar rodeado por una delgada película de agua. Esta configuración le otorga a las arenas movedizas y otros sedimentos licuados una textura esponjosa similar a la consistencia de un fluido. Los objetos que se encuentran envueltos en arenas movedizas se hundirán hasta el nivel en el cual el peso del objeto se iguale con el peso desplazado de la mezcla de arena y agua y el objeto «flote» de acuerdo al principio de Arquímedes.

## Arcillas rápidas
Las llamadas arcillas rápidas o arcillas marinas, también conocidas en Canadá como arcillas de Leda o quick clays, son un tipo particular de arcilla sumamente sensible, que al ser perturbada posee la tendencia a cambiar su estado desde uno relativamente rígido a un estado líquido. En reposo las arcillas rápidas parecen un gel hidrosaturado. Sin embargo, si se toma un bloque de arcilla y se le golpea, instantáneamente toma la constitución de un fluido, mediante un proceso conocido como licuación espontánea. Las arcillas rápidas se comportan así porque, aunque son sólidas, tienen un altísimo contenido de agua, que puede ser de hasta un 80 %. La arcilla retiene una estructura sólida a pesar de su alto contenido acuoso porque la tensión superficial del agua mantiene «escamas» de arcilla unidas en una delicada estructura. Cuando la estructura se quiebra por un golpe, la arcilla cambia su estado y se transforma en un fluido.
Las arcillas rápidas se encuentran por lo general en regiones ubicadas en el norte del hemisferio norte en países como Rusia, Canadá, Alaska en Estados Unidos, Noruega, Suecia, y Finlandia, todas zonas que fueron cubiertas por glaciares durante el Pleistoceno.
Las arcillas rápidas han sido la causa subyacente de muchos corrimientos de tierra mortales. Solamente en Canadá se las ha asociado con más de 250 movimientos de tierra identificados. Algunos de ellos son antiguos y pudieron haber sido confundidos con sismos.

## Corrientes de turbidez
Los corrimientos de tierra submarinos son corrientes de turbidez y consisten en el desplazamiento de sedimentos saturados por el agua que fluyen hacia las profundidades marinas. Un ejemplo de este fenómeno tuvo lugar durante el Terremoto de Grand Banks de 1929 que ocurrió en la plataforma continental cerca de la costa de Terranova. A los pocos minutos de ocurrido, varios cables submarinos empezaron a romperse en secuencia, en puntos cada vez más alejados a lo largo del talud, y alejándose del epicentro. En total se partieron doce cables en un total de 28 lugares. Los tiempos exactos y sitios en que se produjo cada rotura fueron determinados con precisión. Los investigadores sugirieron que un deslizamiento submarino o corriente de turbidez de sedimentos saturados por el agua que se desplazó a una velocidad de 100 km/h (kilómetros por hora) y se propagó hacia abajo por la plataforma continental a lo largo de un recorrido de 600 km, partiendo los cables a su paso.

## Efectos
La licuación puede causar daños a estructuras de varias maneras. Los edificios cuyos cimientos están directamente en la arena que se licúa experimentan una pérdida de apoyo repentina, que resulta en el asentamiento drástico (asentamiento absoluto) e irregular (asentamiento diferencial) del edificio. La licuación causa asentamientos irregulares en el área licuada y esto puede dañar los edificios y romper los cables de servicio público subterráneos donde los asentamientos diferenciales son grandes. Las tuberías de distribución de agua y gas y otros ductos pueden flotar y desplazarse hacia la superficie. Túmulos de arena pueden entrar en erupción en los edificios a través de bocas de conexión de servicios, con lo que el agua puede ingresar y dañar la estructura o sus sistemas eléctricos. La licuación del suelo también puede causar colapsos de plataformas. Las áreas de recuperación ambiental de suelo (rellenos sanitarios) son propensas a la licuación porque muchas son recuperadas con relleno hidráulico, y a menudo se asientan sobre suelos blandos que pueden amplificar la sacudida de los terremotos. La licuación del suelo fue un factor importante en la destrucción del Distrito Marina de San Francisco durante el terremoto de Loma Prieta en 1989.
La mitigación del daño potencial debido a la licuación forma parte del campo de la ingeniería geotécnica.